# Jean-Dieudonné Biog
Jean-Dieudonné Biog, né le 6 février 1995 à Douala au Cameroun, est un joueur français de basket-ball.
Formé à l'ASVEL. Club dans lequel il a évolué jusqu'en 2015, il entame ensuite une carrière au poste de pivot dans différents clubs français.